# Dumbravița (Maramureș)
Pour les articles homonymes, voir Dumbravița.
Dumbrăvița (Szakállasdombó en hongrois) est une commune roumaine du județ de Maramureș, dans la région historique de Transylvanie et dans la région de développement du Nord-Ouest.

## Géographie
La commune de Dumbrăvița est située dans la vallée de la rivière Chechusel, avant son confluent avec la Lăpuș, dans un paysage de collines qui sont la transition entre la grande plaine et les Carpates. Elle se trouve à 15 km au sud de Baia Mare, la préfecture.
La commune est composée des villages suivants (population en 2002) :
- Cărbunari (606).
- Chechiș (947).
- Dumbrăvița (1 166), siège de la commune.
- Rus (692).
- Șindrești (610).
- Unguraș (478).

## Histoire
La première mention écrite du village date de 1411 sous le nom hongrois de Dumbrawydre.

## Démographie
En 1910, la commune comptait 4 124 Roumains (96,7 % de la population), 54 Hongrois (1,3 %) et 40 Allemands (0,9 %).
En 1930, les autorités recensaient 4 343 Roumains (96,5 %) ainsi qu'une petite communauté juive de 56 personnes (1,3 %) qui fut exterminée par les Nazis durant la Seconde Guerre mondiale.
En 2002, la commune comptait 4 479 Roumains (99,6 %).
| 1880  | 1900  | 1910  | 1930  | 1956  | 1977  | 1992  | 2002  | 2007  |
| ----- | ----- | ----- | ----- | ----- | ----- | ----- | ----- | ----- |
| 3 405 | 3 956 | 4 264 | 4 422 | 4 748 | 5 099 | 4 585 | 4 499 | 4 378 |

## Économie
L'économie de la commune est axée sur l'agriculture avec 4 303 ha de terres arables (céréales, prairies, vergers de pommiers, pruniers, poiriers, cerisiers), l'élevage et les forêts (588 ha et de grandes forêts de chênes).
Il existe une carrière de marbre et le village est connu pour la fabrication d'un alcool de prunes nommé "Horinca de Maramureș".